# إدواردو جاي كورسو
إدواردو جاي كورسو (بالإسبانية: Eduardo J. Corso)‏ هو صحفي ومحامي أوروغواياني، ولد في 1 سبتمبر 1920 في San Ramón, Uruguay ‏ في الأوروغواي، وتوفي في 4 ديسمبر 2012.